# جيمس همفريز (مؤلف)
جيمس همفريز (بالإنجليزية: James Humphreys)‏ (1967)؛ روائي بريطاني.